# Hojo Tokimasa
Hojo Tokimasa (Japans: 北条 時政) (1138 - 1215) van de Hojo-clan was de eerste shikken (regent) van het Japanse Kamakura-shogunaat en tokuso (hoofd van de Hojo-clan). Hij was shikken vanaf de dood van Minamoto no Yoritomo in 1199 tot aan zijn aftreden in 1205. 

## De Hojo-clan
De Hojo waren een afsplitsing van de Kammu, een tak van de Taira, de aartsvijanden van de Minamoto. Dankzij hun relatie met de Taira waren de Hojo verre verwanten van de keizerlijke familie. De Hojo heersten over de provincie Izu in het oosten, ver weg van de machtscentra te Kioto.

## Vroege periode (1138-1180)
Er is weinig bekend over Tokimasa in de jaren voordat Minamoto no Yoritomo aankwam te Izu. Er is niks bekend over zijn ouders en zijn jeugd. Hojo Tokimasa werd geboren in 1138 in de invloedrijke Hojo-clan in de provincie Izu.
In 1155 trouwde Tokimasa met Hojo no Maki, die zijn officiële vrouw werd. Haar meisjesnaam is niet bekend. Ook de datum van het huwelijk is onbekend, en is gebaseerd op de geboorte van hun eerste kind, een dochter, Hojo Masako in 1156. Hojo Tokimasa, als hoofd van de Hojo-clan, koos ervoor om buiten de burgeroorlog te blijven die op dat moment westelijk Japan in zijn greep had. Er was een onenigheid over de keizerlijke opvolging tussen de voormalige keizer Toba (keizer), zijn zoon voormalig keizer Go-Shirakawa en voormalig keizer Suzaku. Verder was er een strijd om de macht tussen de Tairaclan onder Taira no Kiyomori en de Minamoto-clan onder Minamoto no Yoshitomo.  
Deze twee conflicten, bekend als de Hogen-opstand en de Heiji-opstand eindigde in een overwinning voor de Taira. De Taira verstevigden hun macht in Kioto, de keizerlijke hoofdstad, en verdreven hun concurrenten van de Minamoto-clan. Minamoto no Yoshitomo, hoofd van de Minamoto, werd geëxecuteerd, en zijn zonen die niet gedood werden werden ofwel in een klooster weggestopt of verbannen. Zowel de voormalige keizer Go-Shirakawa, als zijn zoon keizer Nijo (een stroman), bevonden zich in Kioto. Minamoto no Yoritomo, de erfgenaam van Yoshitomo, werd verbannen naar de provincie Izu, naar de gebieden van de Hojo. Zijn broers Minamoto no Yoshitsune en Minamoto no Noriyori werden gedwongen opgenomen in kloosters nabij Kioto.
In 1163 kreeg Tokimasa een zoon, Hojo Yoshitoki. Later zou hij nog een zoon krijgen, Hojo Tokifusa, waarschijnlijk geboren in 1165). 
In 1179 werd Minamoto no Yoritomo, de Minamoto banneling, verliefd op de dochter van Tokimasa, Masako. In 1180 trouwden ze. Masako en Yoritomo kregen in 1180 een dochter, O-Hime, het eerste kleinkind van Tokimasa. Datzelfde jaar had prins Mochihito, een zoon van keizer Go-Shirakawa, het helemaal gezien met de Taira regering. Hij geloofde dat hem de troon was onthouden slechts zodat zijn neef keizer Antoku, die half Taira was, op de troon kon komen. Hij riep de leiders van de Minamoto over heel Japan op om de Taira omver te werpen. 
Yoritomo beantwoordde de oproep, en hij kreeg de steun van  Yoshitoki, Masako, Tokimasa, en de gehele Hojo-clan.

## Genpei oorlog en nasleep (1180-1199)
Yoritomo richtte zijn kamp op ten oosten van Izu in Kamakura, in de provincie Sagami. De Genpei-oorlog was begonnen. Het jaar daarop, in 1181, overleed Taira no Kiyomori en hij werd opgevolgd door zijn zoon Taira no Munemori. In 1182 trouwde de toen negentienjarige Yoshitoki. De identiteit van zijn vrouw is tegenwoordig onbekend. Wat wel bekend is is dat ze in 1183 hun eerste kind kregen, Hojo Yasutoki, die later zijn vader op zou volgen als leider van de Hojo-clan. Het jaar daarvoor kregen Yoritomo en Masako een zoon, Minamoto no Yoriie, die erfgenaam werd van de Minamoto-clan. 
De halfbroers van Yoritomo, Yoshitsune en Noriyori, voegden zich bij hem. In 1183 viel de neef en rivaal van Yoritomo, Minamoto no Yoshinaka, Kioto binnen en verdreef de Taira (en de jonge keizer Antoku). Yoshinaka werd op zijn beurt uit Kioto verdreven door Yoshitsune in naam van Yoritomo. De Minamoto plaatsen vervolgens keizer Go-Toba, een jongere broer van Antoku op de troon. In 1185 eindigde de Genpei-oorlog  toen de Minamoto de Taira versloegen in de Slag bij Ichi-no-Tani en de slag bij Dan no Ura, waarbij het merendeel van de leiders van de Taira gedood werden of zelfmoord pleegden (waaronder keizer Antoku die zou zijn verdronken). De Minamoto hadden nu de controle over Japan, en vestigden hun thuisbasis in Kamakura. In 1189 consolideerde Yoritomo zijn macht door zijn halfbroers Yoshitsune en Noriyori te laten doden. Hiermee kwamen de Hojo in een machtspositie. Datzelfde jaar werd Hojo Tokimasa door de voormalige keizer Go-Shirakawa benoemd tot jito en shugo. 
In 1192 benoemde voormalig keizer Go-Shirakawa (die later dat jaar zou overlijden) Yoritomo tot shogun. Datzelfde jaar kregen Masako en Yoritomo een tweede zoon, Minamoto no Sanetomo. Yoritomo overleed in 1199. Masako werd een non, maar hield zich nog steeds bezig met politiek. 

## Shogunaat van Minamoto no Yoriie (1199-1203)
Hojo Tokimasa werd regent (shikken) voor shogun Yoriie, de zoon van Yoritomo. Yoriie mocht de Hojo-clan niet echt en prefereerde de familie van zijn schoonvader, de Hiki-clan onder Hiki Yoshikazu. Yoshitoki, Masako, en Tokimasa zaten de raad van regenten voor in 1200 om Yoriie te helpen met het regeren van het land. Yoriie vertrouwde de Hojo echter niet en in 1203 plotte hij samen met Yoshikazu een aanslag op Tokimasa. Masako kwam hierachter en informeerde haar vader. Tokimasa liet Yoshikazu in 1203 ter dood brengen. In de ophef kwam ook de zoon en erfgenaam van Yoriie om, Minamoto no Ichiman. Yoriie, die nu alleen stond, trad in 1203 af, ging in Izu wonen, en werd in 1204 in opdracht van Tokimasa gedood. 

## Shogunaat van Minamoto no Sanetomo en late periode (1203-1215)
Minamoto no Sanetomo, de tweede zoon van Yoritomo werd nu shogun. Tokimasa regeerde wederom als regent. Wederom kwam de shogun in conflict met de Hojo en Tokimasa maakte plannen hem te doden. Tijdens deze periode werd een zekere Hatakeyama Shigetada, een schoonbroer van Yoshitoki die met zijn zus (niet Masako) was getrouwd, geëxecuteerd door de mannen van Tokimasa, op valse aanklachten van verraad. Yoshitoki was hecht geweest met hem en begon zijn vader te wantrouwen. Tokimasa had verder plannen om Sanetomo te doden. Masako en Yoshitoki riepen hun vader op af te treden, of ze zouden in opstand komen. Tokimasa schoor zijn hoofd en werd een monnik. Hij trok zich terug in een klooster in Kamakura, waar hij tot zijn dood in 1215 zou blijven.
Yoshitoki volgde zijn vader Tokimasa op als shikken (regent).